# Thomas Welsh (baloncestista)
Thomas Clark Welsh (Torrance, California, 5 de abril de 1996) es un baloncestista estadounidense que pertenece a la plantilla del Levanga Hokkaido de laB.League japonesa. Con 2,13 metros de estatura, juega en la posición de pívot. 

## Trayectoria deportiva

### Universidad
Jugó cuatro temporadas con los Bruins de la Universidad de California, Los Ángeles, en las que promedió 9,5 puntos, 7,8 rebotes y 1,1 tapones por partido. En 2018 fue incluido en el segundo mejor quinteto de la Pac-12 Conference.

#### Estadísticas
| Año     | Equipo | PJ  | PT | MPP  | %TC  | %3P   | %TL  | RPP  | APP | ROB | TPP | PPP  |
| ------- | ------ | --- | -- | ---- | ---- | ----- | ---- | ---- | --- | --- | --- | ---- |
| 2014–15 | UCLA   | 36  | 3  | 15.7 | .470 | .000  | .609 | 3.8  | .2  | .4  | 1.1 | 3.8  |
| 2015–16 | UCLA   | 31  | 26 | 26.8 | .590 | .000  | .756 | 8.5  | .5  | .3  | 1.0 | 11.2 |
| 2016–17 | UCLA   | 32  | 32 | 25.1 | .585 | 1.000 | .894 | 8.7  | 1.0 | .3  | 1.3 | 10.8 |
| 2017–18 | UCLA   | 33  | 33 | 33.2 | .485 | .402  | .828 | 10.8 | 1.4 | .7  | .9  | 12.6 |
| Total   | Total  | 132 | 94 | 25.0 | .537 | .407  | .798 | 7.8  | .8  | .4  | 1.1 | 9.5  |

### Profesional

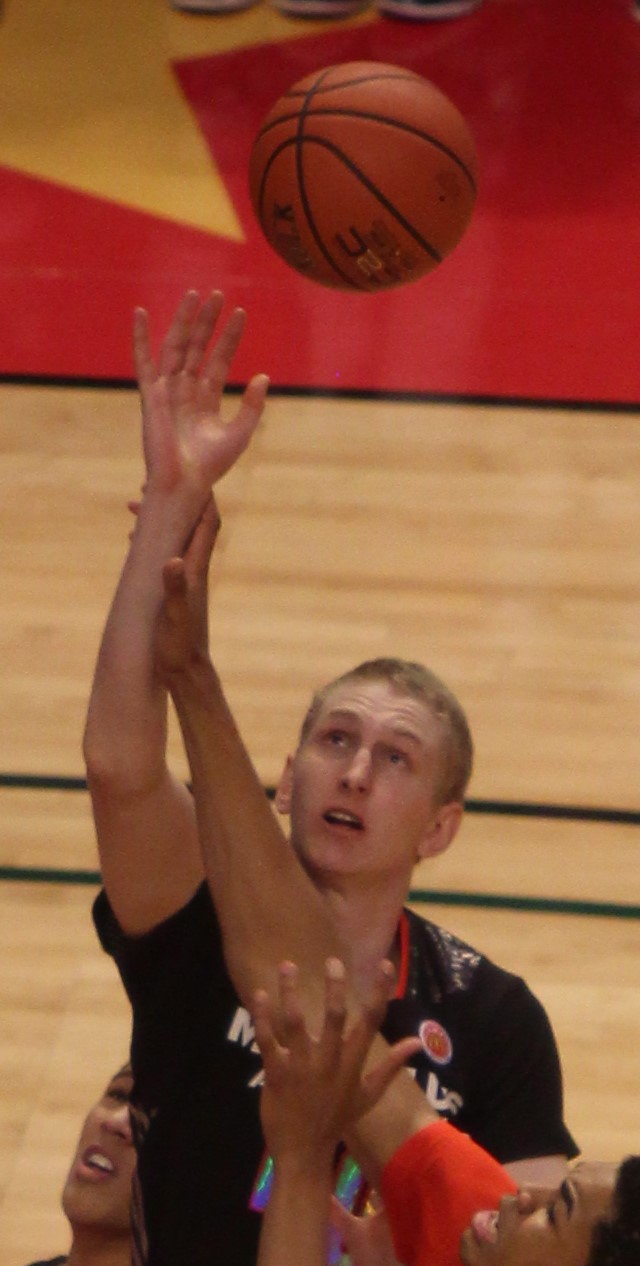
Welsh en el McDonald's All-American Game de 2014.

Fue elegido en la quincuagésimo octava posición del Draft de la NBA de 2018 por Denver Nuggets, con quienes disputó la NBA Summer League, jugando dos partidos en los que promedió 6 puntos y 5 rebotes.
Su debut en la NBA con Denver, fue el 17 de octubre de 2018, frente a Los Angeles Clippers, pero ya que los Nuggets no tienen equipo filial en la G League, la temporada 2018-19 la comenzó con los Capital City Go-Go, siendo traspasado a los Iowa Wolves, el 1 de enero de 2019. 
El 30 de julio de 2019, tras 11 partidos con el primer equipo, Welsh fue cortado por los Nuggets.
El 9 de agosto de 2019, Welsh firma con los Charlotte Hornets, donde será cedido para jugar con el equipo filial de la D League, los Greensboro Swarm.
El 31 de agosto de 2020, llega a Bélgica para jugar en las filas del BC Oostende de la Pro Basketball League firmando un contrato por una temporada.
El 24 de septiembre de 2021, firma con los New Taipei Kings de la P. League+ de Taiwán.
[actualizar]

### Selección nacional
Welsh representó a su país en el Campeonato Mundial de Baloncesto Sub-19 de 2015, donde los estadounidenses terminaron coronándose campeones. 

## Estadísticas de su carrera en la NBA

### Temporada regular
| Año     | Equipo | PJ | PT | MPP | %TC  | %3P  | %TL  | RPP | APP | ROB | TPP | PPP |
| ------- | ------ | -- | -- | --- | ---- | ---- | ---- | --- | --- | --- | --- | --- |
| 2018-19 | Denver | 11 | 0  | 3.3 | .538 | .429 | .500 | .4  | .5  | .0  | .0  | 1.6 |
| Total   | Total  | 11 | 0  | 3.3 | .538 | .429 | .500 | .4  | .5  | .0  | .0  | 1.6 |